# 北陸窯業
北陸窯業株式会社（ほくりくようぎょう）は、かつて福井県鯖江市横江町にあった製陶メーカー。

## 歴史

### 煉瓦製造にて発足
北陸窯業の発祥は終戦間もない昭和19年に越前焼の産地として歴史の古い現在の福井県丹生郡織田町矢倉地籍において創業者福島文右衛門が当時の軍の要請に基づき軍事物資としての赤煉瓦製造を目的とした工場を建設、製造を開始したことによる。この地は、日本六大古窯の一つ越前焼の中心地域で中世室町時代より近辺から豊富に産出する陶土を利用しての生活雑器等（水瓶、種子壷）、比較的大型の焼物の盛んなところで、その伝統は今も受け継がれている。創業者は、この恵まれた地下資源の活用と地場産業の振興に役立たせたいと考えるとともに、工場敷地横には鉄道（鯖浦電気鉄道）が敷かれていたことから将来輸送量の増加を考慮して立地した。翌20年3月資本金60万円北陸窯業株式会社の名称で設立登記を行い、会社は発足。設立時の発起人は、福島文右衛門のほか3名。

### トンネル窯による日本初の瓦焼成
会社が発足して間もなく昭和20年8月の終戦を迎えたが、この時期は長年に亘る戦争のため生活物資は食糧を初めあらゆる物が不足し、国民生活は困窮を極めた時代だった。北陸窯業もこの時期、生産物資等の調達もままならず、生産再開よりも止む無く山地を開墾して農園（安養寺地籍）を作り粗菜の栽培や、越前海岸で定置網漁業等の副業を行い従業員の食糧不足を補っていた悲惨な時代であった。間もなく世の中は落ち着き戦争無い有難さを実感したが、産業の復興はおいそれとは進まず、多くの労働者が職を求めて北陸窯業に集まり、中には窯業の専門家や技術力のある人材がまじっていた。北陸窯業は、これらの豊富な知識、技術力、労働資源を活かし企業の再開、事業の展開を迫られていたが、熟慮の結果、豊かの埋蔵されている陶土原料活用による瓦製造による再出発が決定した。当時の都市部は、戦災により焦土化となった住宅復興が急務とされており、建築屋根材としての瓦の需要が高まっていた。県下、瓦産地の中では、丹生郡一帯は生産量の大きい地域であったが、その生産規模は零細で、しかも冬季間は生産を中止するという家内工業の域を脱しないところがほとんどであった。創業者は、この瓦製造事業を何とか近代的なものにしたいと熱望し、大量生産可能な工場レイアウトに取り組んだ。
それは、工場敷地が織田町の中央を流れる天王川支流の形成した河岸段丘崖の斜面を利用した階段状になった地の利を活かして工程の流れに合わせて成形の合理化を図った。又、焼成面では、昭和21年11月当時商務省陶器試験場長設計による長さ50mの低番度耐火煉瓦用トンネルキルンを設置し、翌3月より年度瓦焼成用に転用、色瓦焼成に成功した。瓦をトンネルキルン焼成したのは、日本で初めてであり、日本最大の瓦産地三河地区に先駆けること4年前であった。そして当時の生産量月産24万枚は、一企業としては日本1位であった。

### 磁器工場の新設
昭和22年、戦後における不足がちな一般日用品のうち磁器食器の補充と地元地下資源の開発目的に磁器食器部門を工場内に併設し、倒焔式角窯（炊口片側3個）2基築造し、愛知県の瀬戸陶器株式会社とタイアップして磁器の製造を開始した。原材料は当初瀬戸から貨車便で求め、下絵染付けの洋皿、飯茶碗等の日用食器を生産したが、先進地の生産復活と地元産原料の活用が追いつかないこともあって昭和25年に至り生産を中止し瓦専業に切り替えた。当時の生産量は、月2窯で18,000個であった。

### 生産量の増大に伴う屋根葺工事部門の新設
生産量の増加に伴い、拡販のため昭和23年、福井市の中心地に福井営業所を開設、屋根葺工事業を開始した。営業所の所在地は、現在の不意銀行本店の裏の辺りにあたる。北陸窯業のトンエル窯で焼成された釉薬瓦（色瓦）は他の角窯（複数段積）焼成と異なり、ひずみ等変形が少なく変色もないことから、耐寒性高級色瓦として重宝され県下の学校を初め、公共施設等屋根面積の大きいところは、供給量、工事施工能力からみて独占的に納入を行った。この年6月28日、福井地方はかつてない大地震にみまわれ福井市を中心に人、財ともに甚大な被害を受けた。北陸窯業の生産設備にも多大の被害があり、角窯1基とトンネル窯1基の撤去のやむなきにいたったが、新たに角窯4基を新設し、角窯6基による瓦製造を開始した。

### 瓦の拡販を求めて県外市場に進出
北陸地方の主な瓦産地は、石川県羽昨、能登地方の珠洲瓦、加賀地方の江泥瓦等があるが消費量の大きな富山県には目立った産地はなく、福光地方に僅かな製瓦所が点在するにとどまっており、同県の瓦供給は能登瓦が主力であったが、当時の山地の生産規模からみて、量、質とも北陸窯業が上回っており、鉄道、自動車等輸送力の優位から富山県下の瓦問屋、大手施工業者等の取引開始に成功し自社生産の大半を納入するまでに至った。
この時期、三州瓦の攻勢も行われたが、北陸地方の冬場の厳寒に耐えられず凍害による瓦の損傷もあって、その目的は達しなかった。その後、岩戸景気、米の豊作による農村景気もあり、米作地帯の新潟、山形を初め寒冷地の滋賀県湖北、兵庫県北部、和歌山県高野山地方と県外市場を拡大していった。

### 大型真空土練機の完成
昭和33年、県下製瓦所では、原料の粘土精製に小型真空土練機の導入が盛んに行われたが、北陸窯業では、自社開発による大型真空土練機を完成させるとともに、同年12月に稼動の入った。この機械は、混練機（長さ9m動力37kW能力毎時11t）と真空土練機（長さ8m動力37kW能力毎時8t300Lの真空ポンプ付）及び40mのベルトコンベアから出来ている。この機械の特徴は、これまでの土練機に比べて土のしまり具合（土練圧）が3倍以上であるためこれまでの成形では、土練機から粘土を抜き出した後、プレス機で瓦の形に一次成形していた工程が省略される。また、この土練機を通った粘土は、成形作業がやり易く製品の耐圧、乾燥強度が高まり、製品の寿命が長くなる等の特色が挙げられる。この設備は、UH式混練機付真空土練機と称し、開発費に800万円を要した。

### 鯖江工場建設と衛生陶器の製造開始
昭和30年代の瓦事業は、所得倍増計画や経済の高度成長を背景に支えられ順調に伸長し地元民放ラジオの天気予報サービスで「瓦はヨーギョ」のコマーシャルが流れたこともあって皆に親しまれ会社の知名度は上昇した。又、かねてより瓦釉薬の新規開発に苦労を重ねた結果、昭和31年度全国瓦振興展示会において、色瓦（深水瓦）が通産大臣賞を受賞し会社PRに一役かった。この時代は、東京オリンピック開催が決定し東海道新幹線の着工、高速道路網の整備など交通機関の拡充と都市化による人口の集中で建築率の大幅な増加が予想されており窯業技術を生かした建築関連の新規事業への進出を検討していたが、建築様式の近代化に伴う衛生陶器の必要性の高まりから昭和35年、この事業への参入の決定がなされた。直ちに工場建設、技術導入、市場開拓等の諸計画が立案され建設に向かっての人員配置が行なわれ、衛生陶器技術修得のため8名が愛知県常滑市の衛生陶器工場に派遣された。工場建設候補地として鯖江市駅裏が選ばれたのは、鯖江市の工場誘致条例に基づき指定を受けたこと、又、工場運営の為の労務環境、原材料の入手、製品の出荷等輸送上便利な鉄道沿線上にあったことにより決定され、地元地権者の協力によりその年の秋より、土地造成を行い工場建設に入った。翌36年5月第一次の工事が完成、先進地より技術者10数名を迎え炉に火が入り洗面器や非水洗便器等の待望の衛生陶器の生産が開始された。尚、この年の暮に労働組合が結成され上部団体として中部地区労働組合評議会（旧武生市）に加盟した。

### 衛生陶器市場開拓
北陸窯業が新規参入した昭和36年当時の衛生陶器業界は、東陶機器㈱（現：TOTO）を頂点にメーカー数は大小21社あり、愛知県を中心に表日本側に集中しており、まもなく石川県小松市の小松製陶㈱が廃業したので当業界は、メーカー数が少ない業種の中にあって北陸窯業は、日本海側ではただ一つのメーカーとなった。当時の市場は、今日ほど環境整備も進んでいなく下水道の普及も一部限られた都市のみであり、需要は非水洗便器が主流であった。市場開拓は、北は北海道から九州まで都市部を中心に建材店、陶器店ルートで行われ営業部員は月の内の大半を出張に費やして、お得意様獲得に奮闘し拡販に努力した。その頃の福井県は全国的にみて知名度が極端に低く、その所在地すら認識されていない現状であったが、昭和38年の冬、北陸地方を襲った「38豪雪」時にテレビニュースで地元が連日放送された為福井の地は、深い僻地のイメージすら持たれた。

### 東工場の増築
昭和40年代の日本経済は、輸出を中心に大いに発展し、内需面でも第1次住宅ブームが到来、住宅着工数が順調に伸びたことにより衛生陶器業界に好況をもたらしたが、その反面、業界の生産能力増大と好況期間の合間に反動的に不況もおとづれて減産を余儀なくなされた時もあった。特にオイルショック後の需要の減退は、凄まじいものがあった。北陸窯業も減産時においてはやむなく窯空間を利用して、陶製鬼瓦（鋳込鬼）や食品容器としての瓶類の代替生産を行い操業と生産高維持をはかったが、このうち瓶類については市場で予期しなかった好評を得、食品容器における樹脂公害もあって陶器卸筋より度重なる増産要請を受けたが、しかし大幅増産するには窯の能力はなく検討の結果、昭和51年、オイルショック後の混乱期も平静となり経済も回復基調となってきたこともあって東工場建設を決定、トンネル窯、成形設備の新設により瓶類の本格生産に入った。商品名を「たいら窯」の名称で全国的に出荷、平成5年生産を中止するまで続いた。

### 洗面化粧台時代の到来
昭和40年代住宅ブームの続くなかで、消費者の住宅に対するニーズは次第に高級化し、家庭バスルームの洗面化粧室においても、単に顔を洗い化粧する場所から一歩前進して装いを楽しむ場所へと変わり、洗面、化粧、脱衣等のトータルな水廻り空間を志向したものとなり洗面化粧台が普及して需要は、急速に拡大していった。
これに等に対応して昭和46年に入り倉庫内に洗面化粧台用組立工場を増設し、キャビネットやカウンターの完成品を購入により、月産200台の組立で出発した。昭和50年代に入り、生活のより豊かさとゆとりが求められる時代となり、この時期、若年層向新商品のシャンプーが発売されるやテレビCMの効果もあってたちまち「朝シャン」ブームが起こり、着衣のまま洗髪ができる洗髪洗面化粧台が出現した。これは、洗面ボウルの大型化や洗髪シャワー金具の改良により、使い易さや高級感からこれがヒット商品となり爆発的売行きを示した。これにより各住設メーカーはこぞって新商品の開発を競い市場に参入してきた為、大型陶器ボウルの需要はますます拡大していき、またオリジナル陶器ボウルの製造依頼が相次ぎ、これに積極的対応して型の開発と生産移行に全社を挙げて取り組んだ為、工場はフル稼働状況となり、陶器ボウルの生産が全生産の大半を占めるまでに至った。
この様な状況の中で、昭和56年度より松下電工株式会社（後のパナソニック電工株式会社。現在のパナソニック株式会社エコソリューションズ社 以下、単に松下電工とする）との陶器ボウルでの初取引が開始された。

### 西工場建設と設備更新
化粧台が普及していくに従い、消費者ニーズはさらに多様化の度合いを深めていき大型化、高級化の道を辿っていった。昭和60年代に入り予想もしなかった若年男女におけるオシャレとしての「朝シャン」が流行し、この習慣が定着しつつあったことから、手軽でしかも衣服を濡らさずにシャンプーができる洗髪機能付洗面化粧台はその便利性からヒット商品となり爆発的人気で売上を伸ばしていった。これに伴い、住設機器メーカー各社は、競って新商品を開発しつぎつぎと市場に出したため化粧台にセットされる洗面ボウルの需要も急激な増加となり、しかもボウル材質が種々あるなかで陶器製のボウルはその清潔感、高級感から最も人気が高く得意先からの供給量の増加要請や新規取引申し入れが相次ぎ受注が多忙を極めたことから工場は洗面ボウルを中心にフル稼働の状況が続いた。しかしながら増加する受注に対応して増産に努めたが、生産能力からみてこれ以上の増産は無理な状況となり、また気になっていた設備の老朽化が歩留の低迷をまねき、シャトルキルン2基を増設して、供給量の増加に対処したが需要増を満たすことは出来ず、このままではお得意先の信用と市場を失いかねない憂慮すべき自体になると社長の経営判断から、早急な設備対応による増産体制の実施により問題の解決をすべく昭和62年に計画策定の作業に入った。設備改善の基本的な考え方として、旧設備での増設は不可能なことから新規に工場を建設、成形能力の拡張を図ること、主力設備の成形、焼成設備については最新技術を取り入れた生産性、省力化に優れたものを導入することとし、新設備の稼働後に旧トンネル窯を撤去し建屋を補強して、造型場の拡張で増産に対応しようとするものであった。しかしこの設備計画実施にあたっては、膨大な資金を要する試算となり、会社の資産調達能力をはるかに超えた額となったことから計画の変更により方法を模索したが実施決定には至らなかった。この時期、松下電工株式会社との取引関係は、洗面ボウルを初め便器類など大幅に増加していたことから協力会社としての企業体質の強化と品質保証や安定供給責任等、生産管理技術のレベルアップが求められ、その技術取得の為技術者派遣による指導を受けていたことから人的な交流も深まっていたこともあって、会社の設備上の悩みを相談し協力の要請を申し入れた。松下電工株式会社としても、水廻り商品群の拡大を戦略としていたことから、その商品に組み込まれる衛生陶器の安定供給先を求めていたこともあり、協力申し入れに対し同意が得られたことから巨額の投資による設備更新の決定がなされた。

### 新設備の着工
平成元年10月度に、新規設備の本稼働をめざして、前年秋より着工が開始された諸工事は、本体建物が翌年5月にほぼ完成、内部設備の搬入に移った。まず、6月に中圧鋳込機3基が、7月にはローラーハースキルンが国外から搬入され、それぞれのメーカー技術者の手によって組立が行われた。これ等の国外最新設備導入は、会社にとって初めて採用される技術で固有技術レベルでの対応に問題はあったが、他社採用実績からその能力、評価等が高く生産性の点から大きく期待感が持たれた。その後、自動搬送設備、主要付帯設備が次々と進歩していく中で、8月、窯の試運転による炉の火入れが行われるまでに至った。しかし、設備工事進行中の市況は、多忙を極めたことにより生産は増産体制でフル操業を続けたが、今回の設備更新は、主要設備の大半を更新する大工事であったことから、生産への影響を最小限に留めるべき配慮をしたにもかかわらず、工程間の乱れが生じ、歩留まり低下につながり、人手不足とも重なり、生産は予定数量に達せず、供給不足は深刻な状況となり、一日も早い設備完成と本稼働が待たれた。

### 新設備立ち上り不調による業績悪化
新規設備の立ち上り状況については、平成元年10月、試運転を重ね量産試験に入ったが導入設備全般に渡り初期トラブルが多発、特に中圧機のトラブルは大きく、成形不良品が続出し窯詰仕掛品不足から予定運転による操炉が出来ず急きょ手鋳込量を増加させ対応したが生産量は大幅な低下となった。加えて旧工場の改修の必要性からトンネル窯の撤去を急いだ為、供給量不足に拍車がかかり減販による業績悪化と設備資金の超過支出に伴い12月度に入って運転資金の不足を来し、以後の設備資金未払発生等、多額な資金を要することから新規設備導入立ち上りの不調と相俟って経営上の行き詰まりが表面化する恐れがあることと、また自力による回復は無理との判断から熟慮の結果、これの救済支援を松下電工株式会社及び主力金融機関に申し入れを行い経営危機の打開を図った結果、松下電工株式会社の支援協力了解のもとに当面の危機は回避された。

### 新体制による企業再建
松下電工株式会社支援体制のもとに平成2年3月開催の第72回定時株主総会において、役員の改選により経営人事の刷新が行われ、松下電工株式会社より代表取締役社長、常務取締役がそれぞれ選任され就任、出向者2名を含む新体制により平成2年4月より企業再建がスタートした。まず、体制強化策の一環として資本の充実を図るための株主割当による倍額増資が行われた。これによる資本金額は、4億7千万円となり増資後の松下電工株式会社が所有する出資比率は50%近くに高まり企業結合の状況は、衛生陶器事業の早期赤字脱却を目指して、管理体制の整備に着手され大幅な改革が行われた。経営管理の仕組みについては、予算制度の導入により計画達成意識と精度の向上、人事制度の整備による人事管理の仕組みと労使関係の改善、会議体の見直しによる戦略展開のスピードアップ化等、しくみの大幅な改革が行われ、また生産体制の整備については、窯業技術スタッフの手薄、商品開発力の不足、新設備導入立上りで歩留悪化している等、対応すべき問題が山積しておりこれらに対処して、大卒中途入社による窯業技術者の養成、素地乾燥の短時間化、新商品の開発促進、設備の安定稼働、歩留の安定化等工程管理の見直しによる数量管理精度向上に注力した結果、歩留70%ラインまで改善されたが収益は、設備償却費及び金利負担増、瓦生産中止に伴う設備の廃棄、体質強化策としての不要資産の整理等で費用が増大し赤字は大幅に拡大した。平成3年1月より織田工場倉庫を改修し洗面化粧台の組立ラインを新設、松下電工株式会社向け洗面化粧台のOEM生産を開始した。これは新規事業の展開として取組まれ商品の高付加価値化を図るとともに松下電工株式会社納入比率を高めるものであり、平成3年期末においては、洗面化粧台の売上増により、総売上に対する納入比率は、4割程度までに上昇した。

### 経営層交替により新生北陸窯業スタート
平成2年度より松下電工株式会社支援体制のもとに衛生陶器事業の早期黒字体質への変革をめざして総力をあげて経営改善に取組み推進してきた結果、
1. 事業の再構築
  - 便器、洗面ボールの新商品の開発 17点
  - セット化（洗面化粧台）の事業化
  - 瓦、ハニカム事業の黒字化
2. 技術、生産体制の整備
  - 歩留の改善
  - 新規導入設備の稼働安定化
3. 管理体制の整備
  - 予決算システムの導入と定着化
  - 人事管理のしくみと労使関係改善

等の改善の成果が得られ、旧体制時に比べて大幅な改革となったが、平成2年度の赤字幅をピークにその後縮小はしたものの解消には至らずより協力な経営改善を必要とした。
かかる状況のもと、平成4年5月経営トップ人事交替の発表がなされ新社長が就任し、同時に技術スタッフ6名の出向者を受け入れ技術力強化による新たな経営改善に着手された。
新社長は、松下電工株式会社開発研究所所長在任中より、同社水廻り商品拡大戦略に伴う衛生陶器供給先の必要性を強く認め、北陸窯業との提携をめるに当っても深く関与した経緯があり、また、技術指導の責任者として定期的に来社していたことから北陸窯業に対する認識も高く、就任の挨拶では、長年の技術力を生かし松下経営理念にもとづく経営改善に徹すれば早期の黒字転換は可能であると言及し社員に対し激励するとともに協力を要請し、基本に忠実に、また、作業に当たっては安全が第一でこれが全てに優先すると付け加えた。

### 経営改善計画の展開
平成5年2月新生北陸窯業中期経営改善計画が策定され基本方針として
「衛生陶器事業をメイン事業とし黒字体質への早期変革を図るものとともに新分野事業の充実により企業経営の安定を図る」
この中期経営改善計画の骨子は、生産性50%向上による黒字への脱却と定着であり、経営目標として平成5年赤字幅の縮小、平成6年黒字転換、平成7年度において黒字定着をめざしたものであり、具体的には年度方針設定書により重点課題の方策展開が策定され、計画、実績、評価がシステム化されたプロセス重視により歩留まり、生産性の向上、合理化、拡販等が協力に推進された。
1. 歩留まりと品質の向上
新設備導入立ち上がりで悪化していた歩留まりも平成4年度で70%ラインまで回復してきたが採算歩留まりにはまだほど遠く、この改善が即収支に大きく影響を及ぼすことから
  - 原料（泥漿、釉薬）の革新と型の改良安定
  - 素地乾燥条件の改良
  - 作業の標準化と技能向上
  - 外観品質寸法精度の向上

等により歩留まり目標を平成5年80%、平成6年85%、平成7年度90%を目指した。
2. 生産性の向上
  - 成形、焼成のサイクルアップ
  - バッテリー鋳込の導入
  - 型の標準化とフレキシブル生産対応
  - 自動鋳込機の開発

等の生産性の向上に対応した結果、生産性は平成5年115%、平成6年130%、平成7年160%と上昇した。更に、平成7年5月生産性アップとコストダウンに対応して、ドイツ、ネッチー社製高圧成形機1基を導入、早期稼働により、洗面ボールの増産を図った。
3. 高付加価値商品の造出
販売の拡大とシェアアップを図る為
  - 親会社向け商品の造出
  - 大手住器メーカー、住宅会社向け商品の造出

親会社向け商品として、高級便器、サイホンジェット、センサーストール、トイレ用手洗いボール等が造出納入されこの内、サイホンゼット便器を除く商品が、グットデザイン賞の栄に輝いた。
4. 販売の拡大
  - 親会社納入比率の拡大
  - 住宅会社の攻略

親会社納入比率の拡大については、洗面ボウルの納入量の拡大をはじめセンサーストール、トイレ用手洗、洗面化粧台の組み立て等のセット化の増加により、平成7年度には、売上高の大半を占めるに至った。住宅会社攻略については、年度計画により目標を定め、価格メリットを活かした直納方式を戦略として開発に努めた結果、大手住宅会社をはじめ多数の地場住宅会社との新規取引に成功し販売拡大に貢献した。地元開発については、過去においては衛生陶器メーカーとしてのイメージが低く販売高も低調であったが、地元に密着、愛される企業を目指して品質の向上、品揃え、デリバリー等、地元の有利性を活かした開発を展開した結果、地元鯖江市では、ラポーゼ河田の宿泊設備、市営住宅定次団地、織田町織田小学校、町営体育館、県営設備として鯖江青年の家宿泊設備、県営住宅の一部等に採用され、これまで公共施設等に対する納入が皆無であったものに実績ができたこと、又、地元住宅会社によるマンション、アパート等の納入が増加してきたことにより地元売上高は次第に拡大していった。
かつては屋根瓦の生産などを行なっており、1948年（昭和23年）には製瓦業で初めてトンネル窯を導入して釉薬瓦の大量生産を実現している。1989年（平成元年）に松下電工（後のパナソニック電工→パナソニック）からの出資を受けて松下電工グループに属し、「Hokuyo」オリジナルブランドで便器や洗面化粧台などの衛生陶器を販売していたが2003年（平成15年）5月8日付で解散した。